# 구미 자비사 소장 전적
구미 자비사 소장 전적(龜尾 慈悲寺 所藏 典籍)은 대한민국 경상북도 구미시 도개면 신림리, 자비사에 있는 전적이다. 2006년 6월 29일 경상북도의 유형문화재 제382호로 지정되었다.

## 개요
구미 자비사 소장 전적은 대부분 임진왜란 이전에 간행된 주요 불교경전이다. 여러 서체로 판각된『금강경(金剛經)』과 『불셜금강뎡유가최승비밀셩불슈구즉득신변가디셩취다라니』는 전래본이 그리 많지 않은 희귀본이며, 또한 다양한 판본의『묘법연화경(妙法蓮華經)』은 불교연구에 도움이 되는 귀중한 자료로 판단된다. 이상의 서적들은 서체(書體), 판식(版式), 도각(刀刻), 지질(紙質) 등으로 보아 임진왜란 이전의 간본(刊本)으로 추정이 된다.

## 추가 지정
당초 34책이 문화재로 지정되었으나, 2책을 추가하여 총 36책이 문화재로 지정되었다.

### 금강반야바라밀다경
자비사 소장 금강반야바라밀다경(金剛般若波羅蜜經)은 구마라습(鳩摩羅什)이 번역한「금강반랴바라밀경(金剛般若波羅蜜經)」(25장(張)), 반야(般若)가 번역한「대방광불화엄경입불사의해탈경계보현행원품(大方廣佛華嚴經入不思議解脫境界普賢行願品)」(22장(張)),「관세음보살예문(觀世音菩薩禮文)」(8장(張)) 등 3가지 경전이 합철되어 있고 부록으로「오십삼불(五十三佛)」(3장(張))에 대한 기록이 있어 전체 59장(張)으로 구성되어 있으며, 권수의 장(張)1은 전면(前面)이 결락되어 있다. 세조 11년(1465)에 만든 을유자(乙酉字)로 간행된 것으로 '금강경'과 '보현행원품'은 중자(中字)로 '관세음보살예문'과 '오십삼불'은 소자(小字)로 찍었다. 이 책은「육경합부(六經合部)」의 낙질본으로 6경(經) 가운데 3경(經)만이 남아 있어 완본은 아니지만 15세기 후반에 을유자(乙酉字)로 간행된 것이고 비슷한 연대에 목판본으로 간행한 완본이 보물로 지정된 예가 있으므로 유형문화재(有形文化財) 제382호에 추가로 지정한다.

### 현수제승법수
「현수제승법수(賢首諸乘法數)」는 불교경전의 여러 법문(法門)에서 부처의 깨달음을 수집하여 엮어놓은 조선시대의 법수(法數)인데, 법문 가운데 명수(名數)의 차례대로 배열하여 알기 쉽게 찾아볼 수 있도록 엮어놓은 일종의 사전이다. 자비사 소장 현수제승법수(賢首諸乘法數)는 선덕(宣德) 정미(丁未, 1427년) 간행의 명(明) 판본(板本)을 모본으로 하여 연산군 6년(1500)에 해인사 승려 등곡(燈谷)이 경상도 합천 봉서사(鳳栖寺)에서 개판(改板)한 것과 동일한 판본이다. 15세기 말에 나온 간본으로 서 전래되는 몇몇 판본이 대학도서관 등에 수장되어 있으나, 현재 구하기 어려운 판본이므로 유형문화재(有形文化財) 제382호에 추가로 지정한다.

## 참고 자료
- 구미 자비사 소장 전적 - 국가유산청 국가유산포털